# Łęgi, Hạt Police
Łęgi [ˈwɛnɡi] là một ngôi làng thuộc khu hành chính của Gmina Dobra, thuộc Hạt cảnh sát, West Pomeranian Voivodeship, ở phía tây bắc Ba Lan, gần biên giới Đức. Nó nằm khoảng 4 kilômét (2 mi)   phía bắc Dobra, 14 km (9 mi) về phía tây của Cảnh sát và 19 km (12 mi) phía tây bắc của thủ đô khu vực Szczecin.
Trước năm 1945, ngôi làng là một phần của Đức và được gọi là Laack. Đối với lịch sử của khu vực, xem Lịch sử của Pomerania.